# Roy Hart
Roy Hart (30 d'octubre de 1926 - 18 de maig de 1975) va ser un actor sud-africà que estigué a la Royal Academy of Dramatic Arts (Acadèmia Reial d'Arts Dramàtiques) de Londres. Durant molts anys va ser alumne d'Alfred Wolfsohn i, a la mort d'aquest, va continuar amb el treball sobre educació de la veu.
La gran gamma vocal i la virtuositat de Hart va impulsar a compositors com Stockhausen, Henze, Peter Maxwell Davies, a escriure treballs musicals específicament per a la seva veu. Hart va fundar el Teatre Roy Hart el 1968 i desenvolupà la tècnica que encara s'ensenya, amb la seu al sud de França, a Malérargues.